# Zakopane (Głowno)
Zakopane – północno-zachodnia część miasta Głowna, obejmująca swym zasięgiem tereny w widłach ulic Głównej i Zachodniej, poniżej ulicy Zakopiańskiej, w kierunku na Bronisławów.